# Akodon latebricola
Akodon latebricola är en däggdjursart som först beskrevs av Anthony 1924.  Akodon latebricola ingår i släktet fältmöss, och familjen hamsterartade gnagare. IUCN kategoriserar arten globalt som sårbar. Inga underarter finns listade i Catalogue of Life.
Arten listas ofta tillsammans med Akodon mimus i undersläktet Microxus. Enligt en studie från 2013 ska den tillsammans med Akodon bogotensis flyttas till ett nytt släkte, Neomicroxus.
Denna fältmus förekommer i Anderna i norra Ecuador och kanske i angränsande områden av Colombia. Den vistas där mellan 2400 och 3850 meter över havet. Habitatet utgörs av skogar och buskskogar med gräs som undervegetation samt av ängar. Individerna klättrar troligen sällan eller inte i växtligheten och de är främst aktiva vid skymningen.
Akodon latebricola når en kroppslängd av cirka 16 cm och en svanslängd av ungefär 8 cm. En nyupptäckt individ var mörkbrun på ovansidan och gråaktig på undersidan. Öronen, fötterna och svansen har en brun färg och på svansens undersida förekommer silverfärgade hår. Det första exemplaret som blev känt för vetenskapen (holotyp) var däremot svart med några få silverfärgade hår. Antagligen var individen en melanistisk form, en genetisk avvikande form eller den fick färgen genom oaktsam lagring.
Av arten hittades bara ett fåtal exemplar och de upptäcktes på dagen.